# فینال جام برندگان جام آسیا ۲۰۰۰
فینال جام برندگان جام آسیا ۲۰۰۰–۱۹۹۹ مسابقه فینال دهمین دوره جام برندگان جام آسیا بود که در سال ۲۰۰۰ برگزار شد و تیم شیمیزو اس-پالس به مقام قهرمانی دست یافت.

## مسابقه
| شیمیزو اس-پالس | ۱–۰ | الزورا |
| -------------- | --- | ------ |
| شوهی ایکدا ۷۴' |     |        |